# Mesamia orizaba
Mesamia orizaba är en insektsart som beskrevs av Ball 1931. Mesamia orizaba ingår i släktet Mesamia och familjen dvärgstritar. Inga underarter finns listade i Catalogue of Life.